# Tournoi qualificatif de la CAF de football des moins de 17 ans
Le Tournoi qualificatif de la CAF des moins de 17 ans était un tournoi de football organisé par la Confédération africaine de football (CAF). Elle se déroulait tous les deux ans et fut remplacé en 1995 par la Coupe d'Afrique des nations des moins de 17 ans. Cette compétition servait d'éliminatoires entre les sélections africaines pour désigner les trois représentants africains à la Coupe du monde de football des moins de 17 ans. Il n'y a aucun vainqueur. 

## Palmarès
|   | Année | Qualifiés 1   | Qualifiés 2 | Qualifiés 3 |
| - | ----- | ------------- | ----------- | ----------- |
| 1 | 1985  | Congo         | Guinée      | Nigeria     |
| 2 | 1987  | Côte d'Ivoire | Égypte      | Nigeria     |
| 3 | 1989  | Ghana         | Guinée      | Nigeria     |
| 4 | 1991  | Congo         | Ghana       | Soudan      |
| 5 | 1993  | Ghana         | Nigeria     | Tunisie     |